# Twierdzenie o konfiguracji θ
Twierdzenie o konfiguracji θ – twierdzenie topologii, wniosek z twierdzenia Jordana-Dehna:
Trzy łamane mające końce w dwóch zadanych punktach płaszczyzny i poza tym rozłączne rozcinają tę płaszczyznę na trzy obszary tak, że każda para łamanych jest brzegiem dokładnie jednego z tych obszarów.
Nazwa pochodzi od wyglądu greckiej litery theta, stanowiącego ilustrację do twierdzenia.